# Ателоп
Ателоп, або ропуха-арлекін (Atelopus) — рід отруйних бехвостих родини ропухових (Bufonidae). Описано 100 видів.

## Опис
Загальна довжина представників цього роду коливається від 2 до 8 см. Голова середнього розміру. Морда трохи витягнута. Очі з горизонтальними зіницями. Барабанної перетинки не помітно. Язик довгий та гнучкий. Тулуб невеликий, шкіра гладенька. Кінцівки тонкі. Крайні пальці на кінцівках довші за інші. Забарвлення яскраве, барвисте, плямисте.

## Спосіб життя
Населяють тропічні ліси, гірські місцини. Зустрічаються доволі високо в горах — до 2000 м над рівнем моря. Активні вдень. Харчуються дрібними безхребетними.
Це яйцекладні земноводні. Розмноження відбувається у гірських струмках й невеличких річках. Яйця прикріплюють до каміння та рослин, що стоять у воді.

## Поширення
Мешкають від Коста-Рики та Гаяни (на сході) й до Болівії (на півдні).

## Види

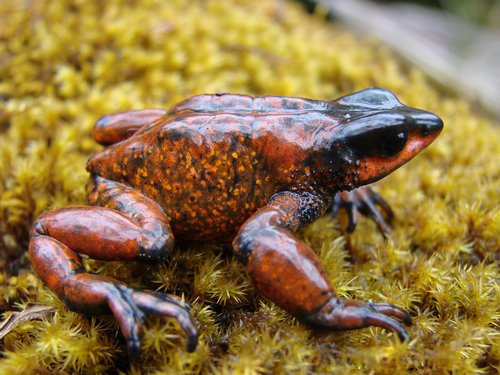
Atelopus carrikeri

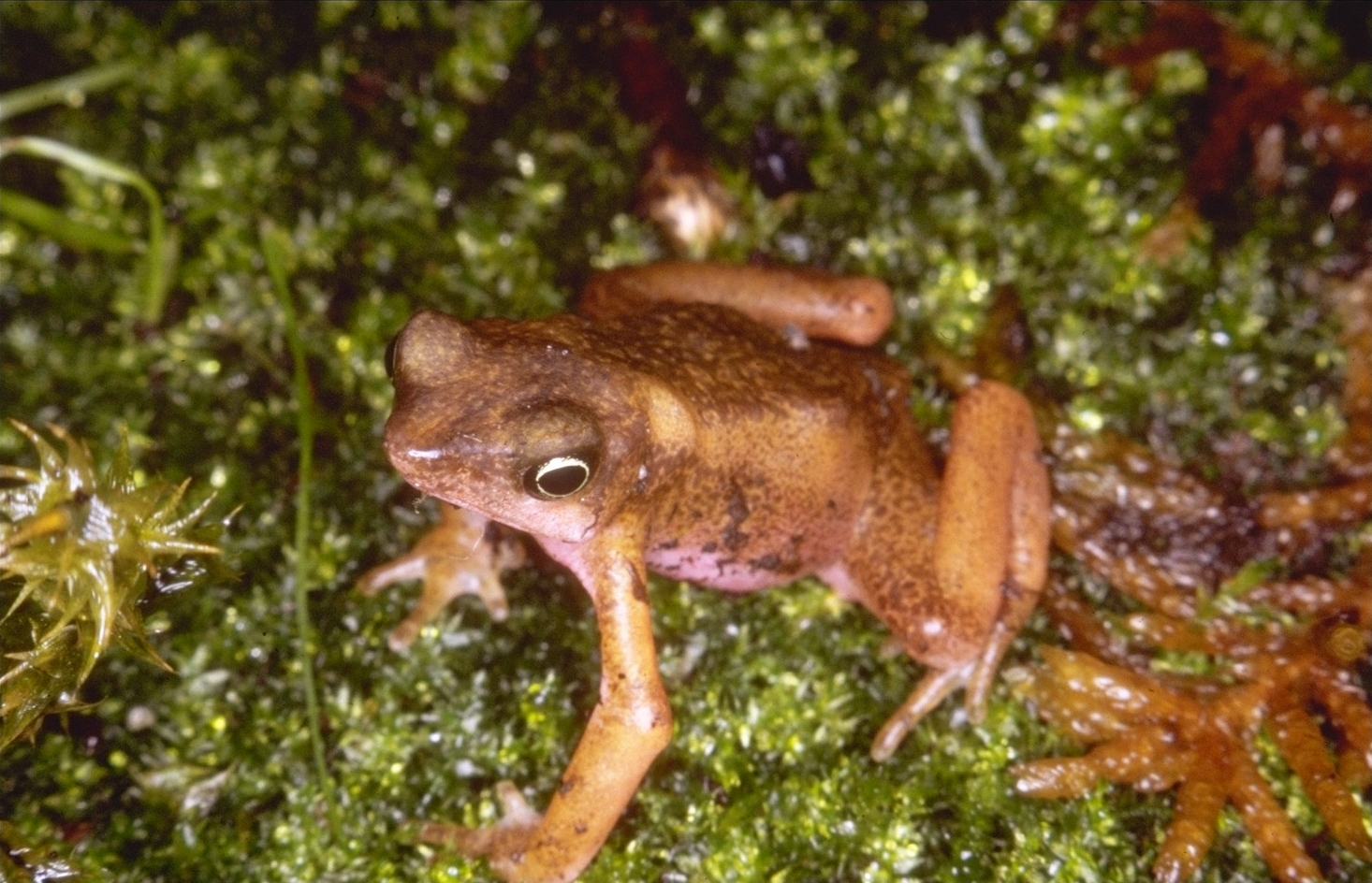
Atelopus flavescens

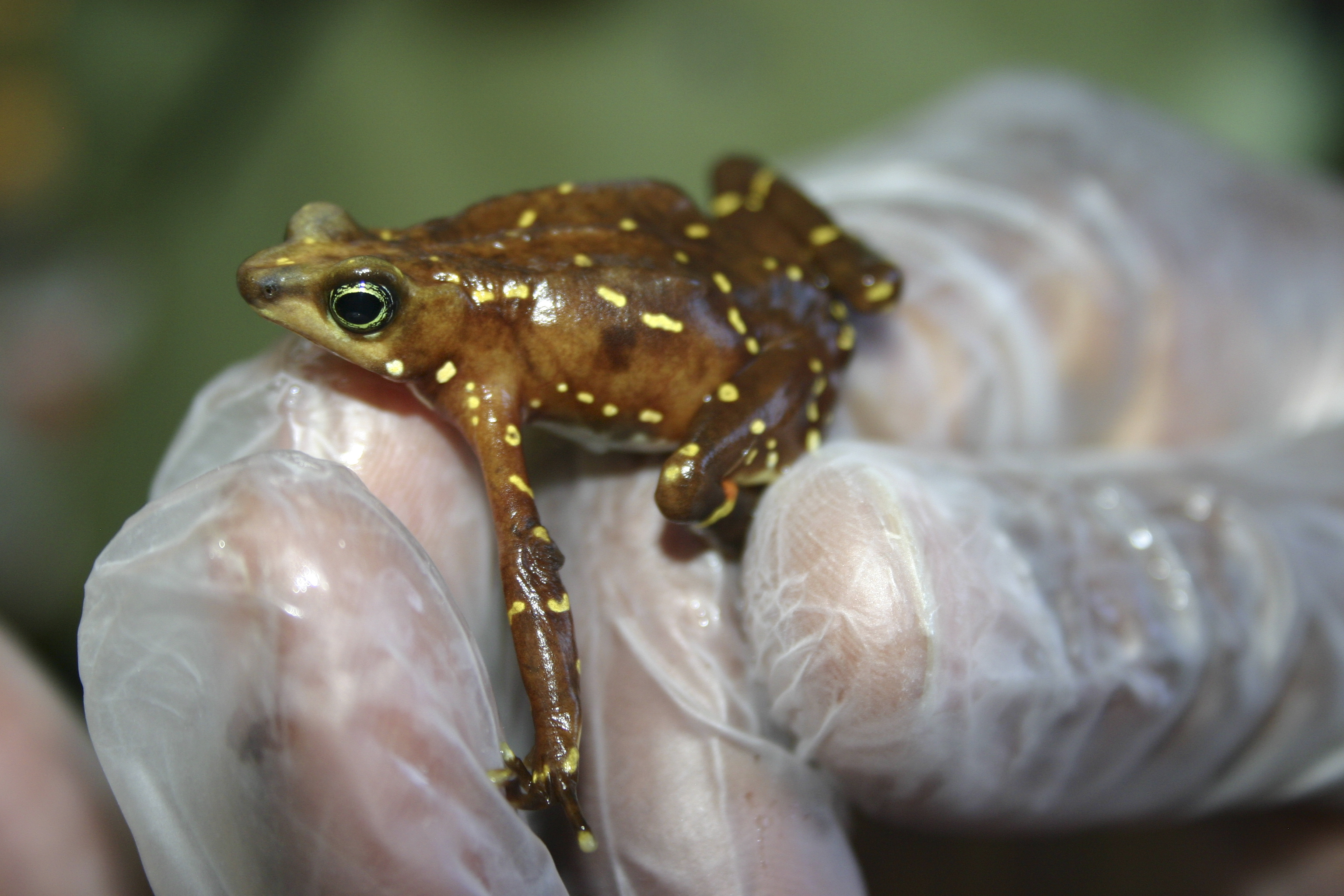
Atelopus glyphus

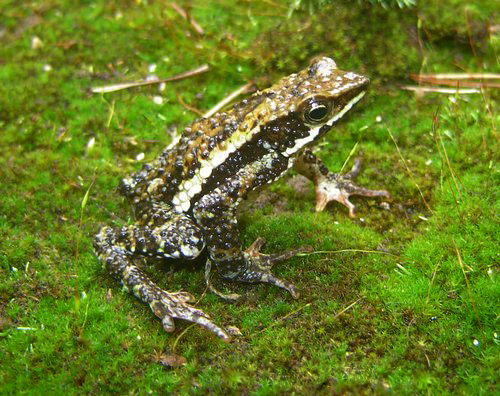
Atelopus laetissimus

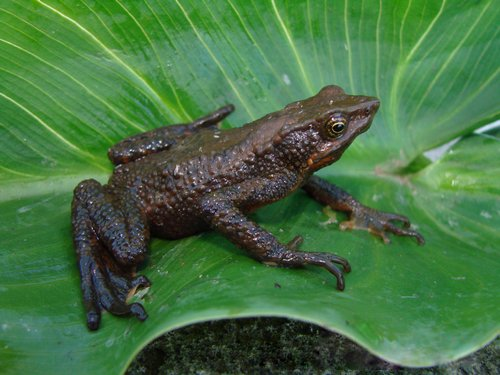
Atelopus nahumae

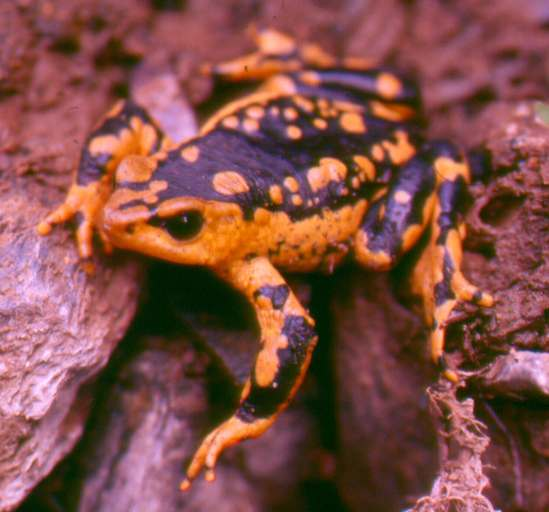
Atelopus patazensis

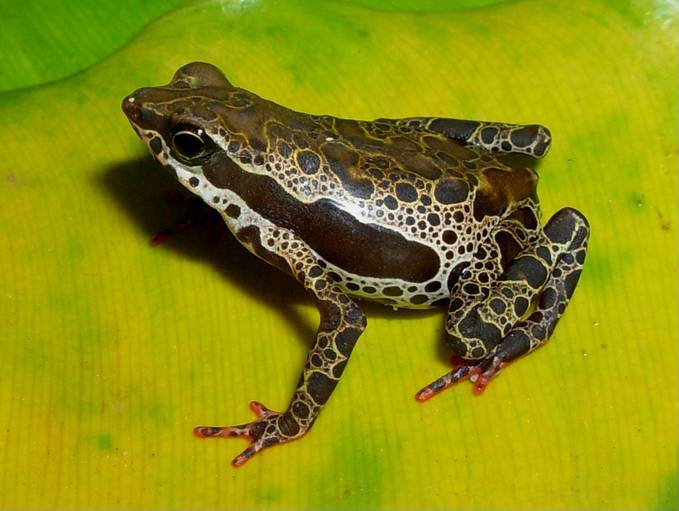
Atelopus spumarius

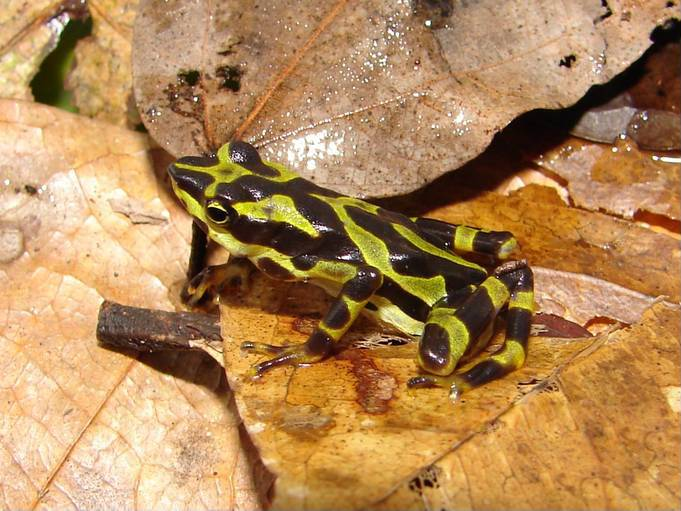
Atelopus spurrelli

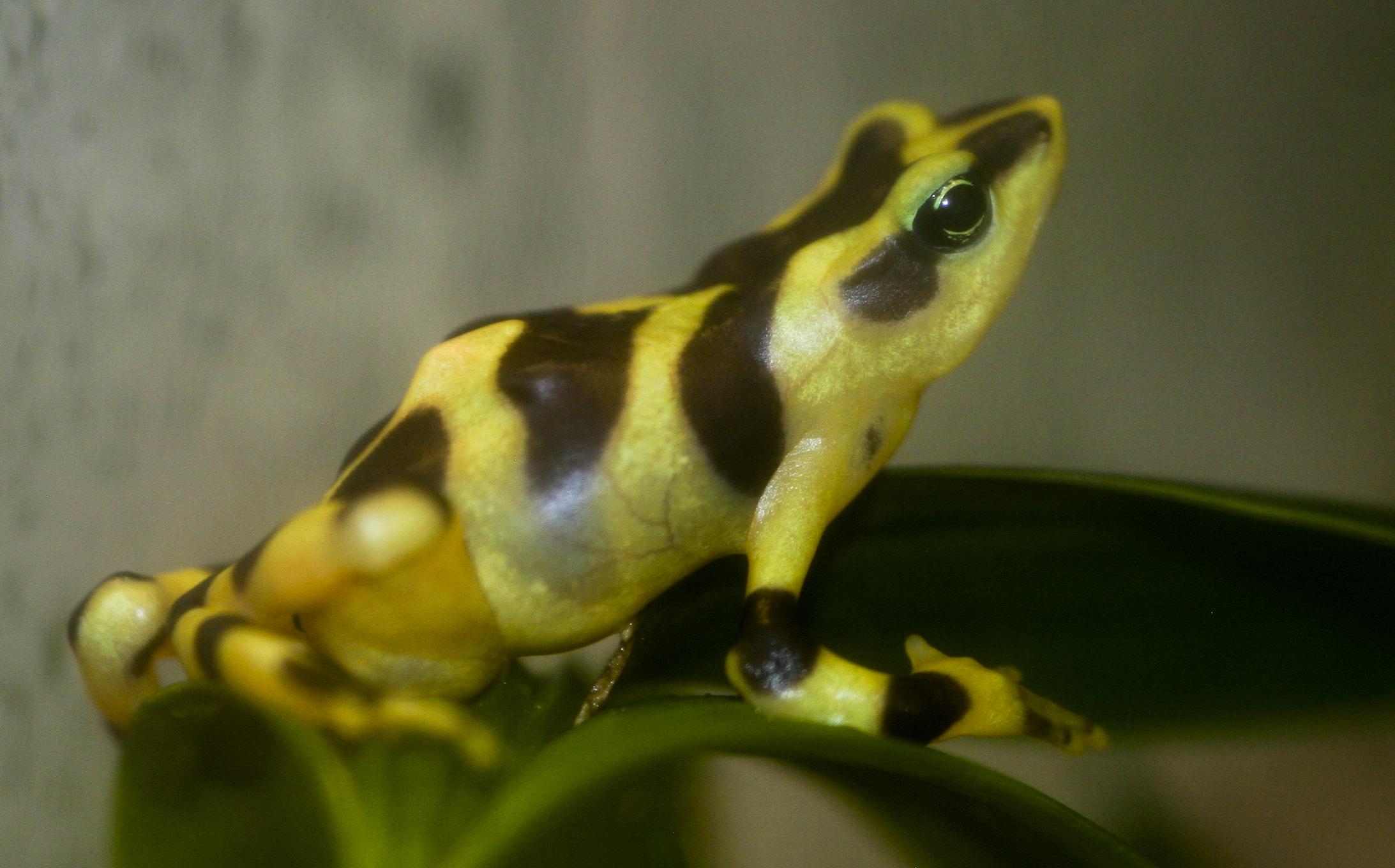
Atelopus varius

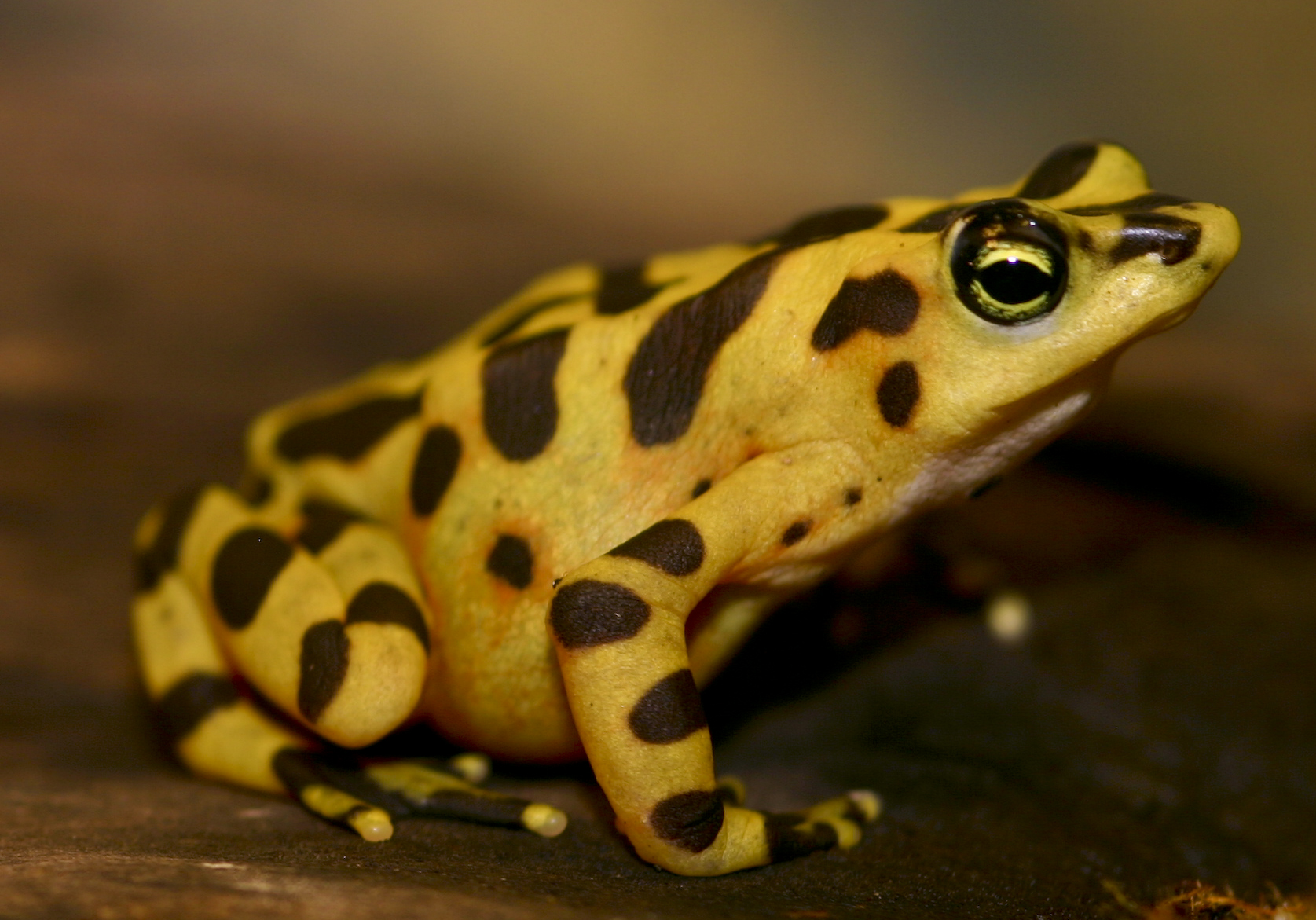
Ателоп Зетека (Atelopus zeteki)

- Atelopus andinus
- Atelopus angelito
- Atelopus ardila
- Atelopus arsyecue
- Atelopus arthuri
- Atelopus balios
- Atelopus barbotini
- Atelopus bomolochos
- Atelopus boulengeri
- Atelopus calima
- Atelopus carauta
- Atelopus carbonerensis
- Atelopus carrikeri
- Atelopus certus
- Atelopus chiriquiensis
- Atelopus chirripoensis
- Atelopus chocoensis
- Atelopus chrysocorallus
- Atelopus coynei
- Atelopus cruciger
- Atelopus dimorphus
- Atelopus ebenoides
- Atelopus elegans
- Atelopus epikeisthos
- Atelopus erythropus
- Atelopus eusebianus
- Atelopus eusebiodiazi
- Atelopus exiguus
- Atelopus famelicus
- Atelopus farci
- Atelopus flavescens
- Atelopus franciscus
- Atelopus fronterizo
- Atelopus galactogaster
- Atelopus gigas
- Atelopus glyphus
- Atelopus guanujo
- Atelopus guitarraensis
- Atelopus halihelos
- Atelopus hoogmoedi
- Atelopus ignescens
- Atelopus laetissimus
- Atelopus limosus
- Atelopus loettersi
- Atelopus longibrachius
- Atelopus longirostris
- Atelopus lozanoi
- Atelopus lynchi
- Atelopus manauensis
- Atelopus mandingues
- Atelopus marinkellei
- Atelopus mindoensis
- Atelopus minutulus
- Atelopus mittermeieri
- Atelopus monohernandezii
- Atelopus moropukaqumir
- Atelopus mucubajiensis
- Atelopus muisca
- Atelopus nahumae
- Atelopus nanay
- Atelopus nepiozomus
- Atelopus nicefori
- Atelopus nocturnus
- Atelopus onorei
- Atelopus orcesi
- Atelopus oxapampae
- Atelopus oxyrhynchus
- Atelopus pachydermus
- Atelopus palmatus
- Atelopus pastuso
- Atelopus patazensis
- Atelopus pedimarmoratus
- Atelopus peruensis
- Atelopus petersi
- Atelopus petriruizi
- Atelopus pictiventris
- Atelopus pinangoi
- Atelopus planispina
- Atelopus podocarpus
- Atelopus pulcher
- Atelopus pyrodactylus
- Atelopus quimbaya
- Atelopus reticulatus
- Atelopus sanjosei
- Atelopus seminiferus
- Atelopus senex
- Atelopus sernai
- Atelopus simulatus
- Atelopus siranus
- Atelopus sonsonensis
- Atelopus sorianoi
- Atelopus spumarius
- Atelopus spurrelli
- Atelopus subornatus
- Atelopus tamaense
- Atelopus tricolor
- Atelopus varius
- Atelopus vogli
- Atelopus walkeri
- Atelopus zeteki